# Pierre Lard
Pierre Lard, né le 7 juin 1924 à Bordeaux et mort le 24 janvier 2013 aux Artigues-de-Lussac (Gironde), est un aviateur et parachutiste émérite français.

## Biographie
Pierre Lard s'engage dans l'aviation en 1942 sur la base de l'aérodrome d'Aulnat (Clermont-Ferrand) durant la période de l'invasion de la zone libre par les Allemands où il est blessé au cours d'un bombardement américain.
En mai 1943, il déserte de son poste de Clermont-Ferrand en étant recruté par les Anglais pour la Tunisie et rejoint la Force Afrique de la France libre (FAFL) à Kairouan dont la mission est de faciliter le débarquement allié. Depuis cette base, il reçoit une formation commandos de six mois aux côtés de Louis Sabatier (1920-1994), et participe à différentes missions en Libye, Syrie et Égypte, avant de rejoindre l'Angleterre en novembre 1943 pour être intégré à l'école parachutiste de la Royal Air Force (RAF) et rejoindre l'unité « Special Air Service » (SAS). En août 1944, Pierre Lard revient en France en étant parachuté dans les monts du Lyonnais. Après la libération, Pierre Lard participe à une dernière mission en Indochine en février 1946. Avec le 2e régiment de chasseurs parachutistes, il participe à la création d'une école de paras, puis met fin à sa carrière militaire en novembre 1947,.
De retour dans le civil en 1948, Pierre Lard intègre le 1er camp d'entraînement français de parachutisme à Noisy-le-Sec. Sous l'incitation de pionniers de la discipline tels que Louis Sabatier, il s'engage comme instructeur dans le « service de l'aviation légère et sportive » (SALS) et devient le 2e instructeur national à recevoir l'autorisation d'organiser des formations pré-militaires des corps des paras en acceptant quelques civils au centre national de Saint-Yan. En 1949 lors d'un saut, il subit une défaillance d'ouverture avec un ancien modèle de parachute sans conséquence.
De 1950 à 1955, il participe à l'évolution de la chute libre et de la précision d'atterrissage en réalisant des démonstrations dans différents pays européens. Pierre Lard est le premier parachutiste à sauter avec les bras écartés et le dos cambré pour obtenir une position plus stable de descente.
En 1950 avec le concours du « service de l'aviation légère et sportive » (SALS), il fonde le centre régional de Creil qui est transféré à Sens (Gisy-les-Nobles).
Le 19 août 1951, il remporte la catégorie du combiné individuel lors des tout premiers championnats du monde organisés à Lesce-Bled, en ex-Yougoslavie. Son pendant féminin cette année-là est sa compatriote Monique Laroche (1929-2016). Cette même année marque les premiers records français enregistrés par la Fédération aéronautique internationale (FAI).
En 1953 à l'aérodrome de Belfort, Pierre Lard dispute un match de saut en chute libre avec Monique Laroche.
En mars 1954, Pierre Lard effectue le record mondial de chute libre en groupe de quatre sans inhalateur à Gisy-les-Nobles. Parachuté à une altitude de 5 000 m sans oxygène, cette performance ne peut être validée par la FAI pour lesquels les barographes défectueux n'ont pas pu enregistrer de mesures. Ces appareils sont régulièrement inopérants à cette époque.
En 1955, il participe à un gala cinématographique et au meeting de l'aéro-club à Rouen.
Parallèlement à son activité de formation, en 1958, il est nommé juge international, en 1962, chef juge aux Championnats du monde aux USA et responsable des Championnats de France. De 1956 à 1974, il est affecté comme chef instructeur au Centre national de Biscarrosse, chargé de la formation des instructeurs.

## Récompense et records
- s.d. : Légion d'honneur, Croix de guerre 1939-45 et Croix de la Résistance[12] ;
- 1951 : Vainqueur du 1er championnat du monde de parachutisme dans la catégorie du combiné individuel[14] ;
- 1954 : Record mondial de chute libre en groupe de quatre sans inhalateur[3] ;
- 1968 : Prix d'honneur de la Fédération aéronautique internationale, 20 années après l'attribution du tout premier titre mondial de parachutisme[4].